# دهستان پمالینگ
دهستان پمالینگ (به لاتین: Pemaling Gewog) یک دهستان در کشور بوتان است که در ناحیهٔ سامتس واقع شده‌است.